# Tjärnbergstjärnen (Överkalix socken, Norrbotten)
Tjärnbergstjärnen är en sjö i Överkalix kommun i Norrbotten och ingår i Kalixälvens huvudavrinningsområde.